# Fiat 6605 TM69
Il Fiat 6605 TM 69 (Trattore Medio) è un autocarro da 7 tonnellate, che in pratica svolge soprattutto un ruolo di trattore d'artiglieria per cannoni o obici quali l'Obice FH-70 (artiglieria pesante campale) e l'Obice 203/25 (artiglieria pesante) che l'Esercito Italiano ha adottato in 164 esemplari.
È dotato di un motore Fiat Modello 8212.02.500 a 6 cilindri diesel di 13.798 cc., da 260 CV ed ha la trazione 6 x 6. La velocità massima è di 91 km/h per un'autonomia di 700 km ed una capacità di guado di 1,5 m.
Ha una lunga cabina che comprende sia la guida che la squadra di serventi. Le cariche, i proiettili e le scorte in generale sono tenute in compartimenti separati per ragioni di sicurezza. Il mezzo può fungere in alternativa da trasporto personale e così, oltre agli 11 soldati in cabina, può trasportare 21 soldati nell'area di carico. Le varianti principali includono un mezzo per il trasporto esclusivo di carichi equipaggiato con una gru idraulica dietro la cabina e un mezzo per le riparazioni equipaggiato con stabilizzatori e una gru telescopica.
È stato esportato in Libia e in Somalia.